# Синдиков, Магомедтамир Салимханович
Магомедтамир Салимханович Синдиков (авар. МухIамадтIамир Салимханил Синдикъов; 14 июля 1955, с. Бацада, Гунибский район, Дагестанская АССР, РСФСР, СССР) — дагестанский советский и российский певец, баянист. Народный артист Республики Дагестан (2005).

## Биография
Магомедтамир Синдиков родился 14 июля 1955 года в селении Бацада Гунибского района. В детстве с семьёй переехал в село Новый Бирюзяк Кизлярского района. С двенадцати лет играл на пандуре и мандолине. Поступил в Дагестанский государственный педагогический университет на музыкальный факультет. В Гунибском и Кизилюртовском районах пятнадцать лет работал преподавателем музыки. В 2005 году был удостоен звания «Народный артист Республики Дагестан».